# 星輝ありさ
星輝 ありさ（ほしき ありさ 1995年10月13日 - ）は、日本の元女性プロレスラー、歌手、元女性シュートボクサー。歌手としてはうどん佐藤名義でバンド「Unlimited Dream Navigator」のボーカルを担当。現在は星希アリサとして音楽活動及び役者を行なっている。千葉県船橋市出身。

## 所属
- スターダム（2011年 - 2012年、2018年 - 2020年）

## 来歴
2010年
- シュートボクシングの練習生として、キッズ部準優勝、さらに2010年9月26日に行われた第11回全日本ライトアマチュアシュートボクシング選手権東京大会優勝[1]とアマチュアで実績を残す。シュートボクシングのジムで風香に誘われ、プロレスの練習もはじめる。

2011年
- 1月23日、新木場1stRINGで開催された「スターダム旗揚げ戦 〜Birth of nova 新星誕生!〜」にて当時中学生でデビュー。同じくデビュー戦となる岩谷麻優と対戦し、7分4秒ブラジリアンキックを決めて片エビ固めで白星デビュー[1][2]。
- 2月22日、旗揚げシリーズ開幕戦で高橋奈苗の「情熱注入シリーズ」第1戦の相手となるが、冷蔵庫爆弾を受け敗戦。
- 2月27日、愛川ゆず季と初タッグで夏樹☆たいよう&世IV虎と対戦するも、夏樹のムーンサルトプレスを受け敗戦。
- 4月3日、高校進学後最初の試合として、大阪で須佐えりと高校生対決。1399を決めて勝利。
- 4月10日、旗揚げシリーズ最終戦にて愛川と初シングル。ゆずポンキック・ブルーを食らい片エビ固めに屈する。
- 4月24日、愛川・岩谷との団体初の3WAY戦を制する。
- 7月24日の後楽園大会では岩谷麻優とタッグチーム「女-AMA-」を始動し、須佐えり・鹿島沙希組と対戦。星輝の1399から岩谷がダイビングボディアタックで須佐をフォールし初戦を飾る。
- 10月10日開幕の「GODDESSES OF STARDOM争奪タッグリーグ戦」出場チームに「女-AMA-」が抜擢される。初戦の夏樹☆たいよう・世IV虎組（川崎葛飾最強伝説）との対戦では、ブラジリアンキックからの新技スタンディング・ダブルニーで世IV虎からフォールを取るアップセットを演じる。しかし残り2戦には敗れ、タッグベルト奪取には至らず。
- 12月11日の「新人王決定トーナメント」では準決勝で美闘陽子を破るも、決勝で世IV虎に敗れ準優勝に終わる。
- 12月23日の大阪大会では「ワンダー・オブ・スターダム王座」選手権試合として愛川ゆず季に挑戦する（初のタイトルマッチ）も、シャイニング・ゆザードに沈み、タイトル奪取はならず。

2012年
- 5月下旬よりスターダムの試合を欠場。
- 6月24日、風香GMより、「学業への専念」を理由に同日付での休業を発表[3]。
- 6月25日、本人のブログにて正式に引退を発表。

2014年
- 7月17日に8月2日開催の『Girls S-cup 2014』でシーザージム新小岩所属シュートボクサーとしてプロデビューすることが発表された[4]。
- 8月2日、『Girls S-cup 2014』のオープニングファイト第2試合で後藤まき（RIKIX）と対戦。1Rに左ストレート、2Rに左フックでダウンを奪い、2R53秒レフェリーストップによるTKO勝ちでデビュー戦を飾った[5][6]。
- 11月30日、『S-cup 2014』のオープニングマッチ第2試合でUnion朱里（名古屋GSB）と対戦。1Rに左ストレートでダウンを奪われ、判定0-3で初黒星を喫した。

2018年
- 9月24日にスターダム後楽園ホール大会に来場し、6年半振りの現役復帰を発表。
- 11月23日の後楽園ホール大会にて、｢女-AMA-｣を再始動となる岩谷麻優とタッグを組み、小波＆AZM組と対戦し、ブラジリアンキックで復帰戦を勝利。

2019年
- 2月17日後楽園ホール大会にて渡辺桃・林下詩美の保持するゴッデス・オブ・スターダム王座に女-AMA-で挑戦するも敗北。
- 4月29日後楽園ホール大会にて行われたSTARDOM Cinderella tournament2019を制し初優勝。
- 5月16日後楽園ホールで行われたワンダー・オブ・スターダム王座選手権試合にて、同王座最多防衛王者であった渡辺桃を下し同王座初戴冠。また、これが自身初のベルト戴冠となる。
- 6月16日 後楽園ホール大会 ワンダー・オブ・スターダム王座選手権試合 vs 中野たむ 初防衛戦にて、21分41秒 ブラジリアン・キック→片エビ固め にて初防衛に成功。
- 6月30日 英国/ロンドン Wrestle Queendom 2  York Hall大会 ワンダー・オブ・スターダム王座選手権試合 vs Roxxy 2度目の防衛戦にて、10分30秒 ブラジリアン・キック→片エビ固め にて2度目の防衛に成功。
- 7月24日 後楽園ホール大会ワンダー・オブ・スターダム王座選手権試合 vs 葉月 3度目の防衛戦にて、15分35秒 SHiNiNG IMPACT→片エビ固め にて3度目の防衛に成功。
- 8月10日 後楽園ホール大会 ワンダー・オブ・スターダム王座選手権試合 vs ジャングル叫女 4度目の防衛戦にて、20分28秒 ブラジリアン・キック→片エビ固め にて4度目の防衛に成功。
- 8月17日〜9月22日 STARDOM 5★STAR GP 2019 に初出場 BLUE STARSにエントリー リーグ公式戦 4勝3敗1分け 勝ち点9でリーグ戦敗退。
- 9月29日 名古屋ダイアモンドホール大会 ワンダー・オブ・スターダム王座選手権試合 vs エバリー 5度目の防衛戦にて、7分28秒 ブラジリアン・キック→片エビ固め にて5度目の防衛に成功。
- 10月14日 後楽園ホール大会 ワンダー・オブ・スターダム王座選手権試合 vs 花月 6度目の防衛戦にて、18分42秒 ブラジリアン・キック→片エビ固め にて6度目の防衛に成功。
- 11月4日 後楽園ホール大会 ワンダー・オブ・スターダム王座選手権試合 vs ジェイミー・ヘイター 7度目の防衛戦にて、11分34秒 SHiNiNG IMPACT→片エビ固め にて7度目の防衛に成功。
- 10月14日〜11月15日 STARDOM 第9回 GODDESSES OF STARDOM タッグリーグ戦に星輝ありさ 中野たむ組（DREAM☆SHiNE）としてBLUE GODDESSESにエントリー。公式リーグ戦4勝1敗 勝ち点8で優勝決定戦に進出。
- 11月15日名古屋レジェンドホール大会にて行われた優勝決定戦にてRED GODDESSES代表 ビー・プレストリー ジェイミー・ヘイター組に13分33秒 ブラジリアン・キック→片エビ固め にて勝利。
- 11月24日 新木場1stRING大会 ゴッデス・オブ・スターダム王座選手権試合 第16代チャンピオンチーム ジャングル叫女 小波組 2度目の防衛戦に星輝ありさ 中野たむ組で挑戦するも15分37秒 トライアングルランサーにてパートナーの中野たむが敗北。

2020年
- 1月4日、新日本プロレス・東京ドーム大会にダークマッチながらタッグマッチで初出場[7]。
- 5月20日、かねてから痛めていた首および頭部の負傷のため引退を発表、保持していたワンダー・オブ・スターダム王座も返上した[8]。

2021年
- 6月12日、アクトリング「宇宙海賊シェルオル」再々演　にてホシキアリサとして vs 夏葵 に登場。Twitterにて本人はプロレスラーとしての復帰を今後も含め否定した上で「アクトリングの舞台でプロレス技を使ったアクションシーンを含めたお芝居」としている。アクトリング上での役名は 紅のヒューマノイド RED FRAGMENT ミカサ・マーティン。

## タイトル歴
スターダム
- 第13代ワンダー・オブ・スターダム王座
- STARDOM Cinderella tournament 優勝（2019年）
- GODDESSES OF STARDOM 優勝（2019年）（パートナーは中野たむ）

スターダムアワード
- 殊勲賞（2019年）
- ベストマッチ賞（6月16日後楽園ホール、ワンダー・オブ・スターダム選手権試合、星輝ありさ vs. 中野たむ）（2019年）

## 戦績
| キックボクシング 戦績 | キックボクシング 戦績 | キックボクシング 戦績 | キックボクシング 戦績 | キックボクシング 戦績 | キックボクシング 戦績 | キックボクシング 戦績 |
| --------------------- | --------------------- | --------------------- | --------------------- | --------------------- | --------------------- | --------------------- |
| 2 試合                | (T)KO                 | 判定                  | その他                | 引き分け              | 無効試合              |                       |
| 1 勝                  | 1                     | 0                     | 0                     | 0                     | 0                     |                       |
| 1 敗                  | 0                     | 1                     | 0                     | 0                     | 0                     |                       |

| 勝敗 | 対戦相手  | 試合結果                  | 大会名                        | 開催年月日     |
| ×    | Union朱里 | 2分3R終了 判定0-3         | SHOOT BOXING S-cup 2014       | 2014年11月30日 |
| ○    | 後藤まき  | 2R 0:53 TKO（パンチ連打） | SHOOT BOXING Girls S-cup 2014 | 2014年8月2日   |

## 得意技

### フィニッシュ・ホールド
ブラジリアン・キック
変形ハイ・キック（縦蹴り）
ハイキックの体勢で右足を大きく振り上げ空中でタメを作りそのあと体をひねりながら、円を描くように右足を打ち下ろして蹴りを叩き込む。
空中でタメる為に、選手によってフェイントの時間差が変わりよけにくい。
 1399 （いち・さん・きゅう・きゅう）
コーナー最上段からジャンプし、空中でブラジリアンキック気味に右足で相手の左側頭部を蹴る。
技名は、あだ名で「あさり」と呼ばれていたのを、ガラケーのかな入力した際に押す数字から（1→あ、3→さ、99→り）。
 SHiNiNG IMPACT 
シュートボクシング仕込みの膝蹴りをプロレスに応用したもの。技名はロッシー小川社長のアドバイスから命名。
飛び膝蹴りからのランニングニー・バットのコンビネーション技。
飛び膝蹴りで相手をハーフダウン状態に追い込み、その直後に狙ってランニングニー・バットで相手の顔面に叩き込む強烈なニー・バット。
 シャイニング・ニー 
ジャンピングダブルニーアタックのまま、両膝で相手の両肩を押すようにのしかかり、そのまま倒してフォールを取る。
 ADAMAS 
コーナートップに後ろ向きに乗り、そこから旋回式にジャンプしてのボディプレス。2019年のシンデレラトーナメントにて初披露。

### 組み技
ダイヤモンド・バスター 
変形アバランシュ・ホールド。主にADAMASへの繋ぎとして使用される。
ファイヤーマンズ・キャリーの体勢で相手を両肩に担ぎ上げ、そこからフロント・スラムの体勢に移行し、前方へ倒れ込むと同時に背中からマットに叩きつける変型アバランシュ・ホールド。主にADAMASへの繋ぎ技として使用。
 SSC （シャイニングスターカッター）
オス・カッターと同型。ウィル・オスプレイ直伝・命名。

### 打撃技
エルボー
ビンタ
各種蹴り技
ローキック、ミドルキック、ハイキック、ローリング・ソバット

### 投げ技
ジャーマンスープレックス
ブレーンバスター
雪崩式ブレーンバスター
ネックブリーカー
通常、スイング式ネックブリーカーの２種使用する。

## 入場テーマ曲
- Utauyo!!MIRACLE／放課後ティータイム
- Summer Revolution／AAA（女-AMA- で試合時）
- SHiNiNG STAR／-Unlimited Dream Navigator- 本人（うどん佐藤）作詞作曲・歌唱 [9]。（2018.11.23〜引退時）

## メディア
- 「コミック アース・スター」2011年6月号